# Helle Nächte (Oper)
Helle Nächte ist eine Oper von Moritz Eggert (Musik) mit einem Libretto von Helmut Krausser nach Motiven aus Tausendundeiner Nacht und Knut Hamsuns Roman Mysterien. Die Uraufführung fand am 8. April 1997 im Prinzregententheater München im Rahmen der 5. Münchener Biennale statt. Eine überarbeitete Fassung mit reduziertem Orchester wurde am 26. August 2006 im Theater Hagen uraufgeführt. Die Oper trägt in Eggerts Werkverzeichnis die Bezeichnung „66e-o6-HW“.

## Handlung
Die folgende Inhaltsangabe basiert auf den Angaben bei Sikorski, Heinz Wagners Großem Handbuch der Oper und dem Programmheft der Hagener Aufführung.

### Prolog
Johann Nagel begegnet der Pfarrerstochter Dagny Kjelland und verliebt sich spontan in sie. Seine Liebe wird erwidert. Da Dagny jedoch bereits mit einem Kapitänsleutnant verlobt ist, verhält sie sich zunächst zurückhaltend. Bei einem nächtlichen Spaziergang erzählt Johann ihr einen Traum. Darin begegnete er in einer seltsam hellen Nacht einem Zwerg und dessen blinder Tochter, die ihn auf einen hohen Turm führten. Er bittet die von seiner Erzählung stark beeindruckte Dagny, ihm im Gegenzug eine Liebesgeschichte nach dem Vorbild von Tausendundeiner Nacht zu erzählen.

### Aziz und Aziza
Aziz und Aziza sind als Cousin und Cousine einander versprochen. Kurze Zeit vor der geplanten Hochzeit gibt eine unbekannte Schönheit Aziz am Fenster merkwürdige Zeichen, worauf Aziz sich in sie verliebt. Er erzählt Aziza von der Begegnung und lässt sich von ihr die Zeichen erklären. Da Aziza ihn selbstlos liebt, unterstützt sie seine neue Beziehung und erklärt sich außerdem bereit, sich krank zu stellen, um die Heirat hinauszuzögern. Ihr eigenes Herz ist jedoch gebrochen, und sie stirbt.
Johann findet Azizas Geschichte unglaubwürdig und übertrieben rührselig. Er glaubt, dass kein Mensch absichtlich auf seine Liebe verzichten könne. Daraufhin erzählt er eine andere Geschichte aus Tausendundeiner Nacht.

### Vom Goldschmied und der Sängerin
Während ein Goldschmied das Bildnis einer Sängerin betrachtet, verliebt er sich unsterblich in die Abgebildete. Nachdem er vom Maler erfahren hat, das sie im Sultanspalast in Kaschmir lebt, begibt er sich auf die Reise dorthin. Vor den Stadttoren begegnet er einem Soldaten, dessen Aufgabe darin besteht, zum Hungertod verurteilte Hexen in einer Grube zu bewachen. Dies bringt ihn auf eine Idee, die Angebetete den Händen des Sultans zu entreißen. Er bricht nachts in den Palast, verletzt die Sängerin im Gesäß und lässt eine goldene Schatulle bei ihr zurück. Am folgenden Tag geht er zum Sultan und behauptet, er sei von Hexen beraubt und bestohlen worden. Er habe eine von ihnen verletzen können, doch sei sie in seinen Palast geflohen. Da das angebliche Diebesgut bei der Sängerin gefunden wird, verurteilt der Sultan sie wie die anderen Hexen zum Hungertod in der Grube. Den Wächter kann der Goldschmied anschließend leicht bestechen und mit der Sängerin fliehen.
Diesmal kritisiert Dagny die Erzählung. Sie meint, niemand könne jemanden lieben, der sich die Liebe durch Lügen und Erpressungen erzwinge. Sie erzählt eine weitere Geschichte.

### Vom Liebhaber, der sich als Dieb ausgab
Ein junger Mann wurde nach einem Diebstahl zum Verlust seiner rechten Hand verurteilt. Unterwegs zum Richtplatz wird der Imam unsicher über die Schuld des Jungen. Dieser selbst fordert jedoch eine schnelle Vollstreckung. Er verlangt nur, dass eine bestimmte verschleierte Dame aus dem Publikum entfernt werde. Diese drängt sich im letzten Moment zwischen Scharfrichter und Verurteilten, gibt sich als Dagny zu erkennen und offenbart, dass der vermeintliche Dieb ihr Geliebter sei. Er habe sich lediglich als Einbrecher ausgegeben, als ihre Brüder ihn nachts bei ihr ertappt hatten. Da der Henker ihr nicht glaubt, demaskiert sie den Verurteilten: Es ist Johann. Er hat sich in ihre Erzählung gemogelt, um die Gefühlsduselei zu beenden.

### Epilog
Dagny hat ihre Gefühle nicht mehr unter Kontrolle. Um ihre Ruhe wiederzufinden, ohrfeigt sie sich selbst und verschwindet. Der vermeintliche Dieb und der Imam bleiben verwirrt zurück. Sie glauben, im falschen Märchen gelandet zu sein. Während sie versuchen, in den Orient zurückzufinden, rufen sie sich die Geschichte von Dagny und Nagel ins Gedächtnis.

## Gestaltung
Eggert wies den verschiedenen Episoden nach eigener Aussage unterschiedliche Klangwelten zu. Diejenige von „Aziz und Aziza“ sei „eher ernst und lyrisch gehalten“, die des Goldschmieds „schnell und burlesk“. Sein dramaturgisches Vorbild hierfür sei Claude Debussys unverwirklichter Plan für Der Untergang des Hauses Usher gewesen, dem ein buffonesker Einakter folgen sollte. Orientalische Anklänge gebe es nur wenig und nur deshalb, weil er sich zuvor mit dieser Kultur beschäftigt habe, „um zu neuen Formen der Melodik zu finden“. Er wolle an eine „gewisse melodische Tradition“ des 20. Jahrhunderts  eines Leoš Janáček oder Igor Strawinsky anknüpfen. Die Melodik sei „das unverbrauchteste Element, das die Musik derzeit zu bieten“ habe. Doch wolle er keine Mittel ausgrenzen.

### Orchester
Die Orchesterbesetzung der Erstfassung der Oper enthält die folgenden Instrumente:
- Holzbläser: Blockflöte (Garkleinblockflöte, Diskantblockflöte, Sopranblockflöte, Altblockflöte, Tenorblockflöte, Bassblockflöte), Flöten, zwei Klarinetten (auch Bassklarinette), Tenorsaxophon, Fagott (auch Kontrafagott)
- Blechbläser: zwei Trompeten (auch Piccolotrompete), Euphonium, Posaune, Tuba
- Schlagzeug (drei Spieler, die mit einem Stern gekennzeichneten Instrumente werden von I und II gemeinsam gespielt):
  - I: TPk, Chimes, Güiro, Mundsirene, Drumset, große Trommel*, großes Tamtam*, Glocke, Glockenspiel*, Vibraphon*, Vogelzwitschern
  - II: TPk, BPk, Peitsche, Ratsche, Maracas, große Kurbelsirene, Flex, Mundsirene, Cabaza, Conga, vier Tomtoms, Rührtrommel, große Trommel*, großes Tamtam*, Glockenspiel*, Vibraphon*, Marimba
  - III (Mundschlagzeug): Triangel, 4 Glöckchen, Cymbales antiques, Vibraslap, Bambuspendelrassel, Rainmaker, Trillerpfeife, Maultrommel, Mundsirene, Mundschlagzeug, Kazoo, Froschknacker, SMelodika, Metallschale mit Kugeln, kleiner Buckelgong, Waldteufel
- E-Gitarre, E-Bass
- Akkordeon
- Klavier (auch Harmonium), MIDI-Keyboard
- Streicher: Solo-Violine, Solo-Viola, Solo-Violoncello, drei Violinen, drei Bratschen, drei Violoncelli, drei Kontrabässe

Die überarbeitete Besetzung der Zweitfassung sieht die folgenden Instrumente vor:
- Holzbläser: Flöte (auch Piccoloflöte), zwei Klarinetten (auch Bassklarinette), Altsaxophon, Fagott (auch Kontrafagott)
- Blechbläser: zwei Trompeten (auch Piccolotrompete), zwei Posaunen (beide auch Tenorposaune, 1 auch Bassposaune), Tuba
- Schlagzeug (zwei Spieler):
  - I: Pauken, Triangel, Chimes, Glöckchen, Mundsirene, Trillerpfeife, Güero, Bongos, Tomtom, Rototom, kleine Trommel, große Trommel Cymbles antiques, Becken, Drum Set, Hi-Hat, Tamtam, Glocke, Glockenspiel, Vibraphon, Marimba, Vogelgezwitscher, Waldteufel
  - II: Pauken, Triangel, Ratsche, Cabaza, Peitsche, Sirene, Mundsirene, Flex, Froschknacker, Bambuspendelrassel, Maracas, Maultrommel, Tomtom, Rührtrommel, große Trommel, Conga, Buckelgong, Tamtam, Glockenspiel, Vibraphon, Marimba, Metallschale mit Kugeln
- Klavier, Harmonium, MIDI-Keyboard (drei Spieler)
- Streicher (maximal dreifach geteilt)

## Werkgeschichte
Helle Nächte ist Moritz Eggerts erste Zusammenarbeit mit dem Schriftsteller Helmut Krausser. Das Werk basiert auf drei Episoden aus Tausendundeiner Nacht, die um eine Rahmenhandlung nach Motiven aus Knut Hamsuns Roman Mysterien ergänzt wurden. Der Name der Oper stammt aus dem gleichnamigen Kapitel der Mysterien. Die Komposition entstand in den Jahren 1995 und 1996. Eggert vollendete sie am 16. November 1996. Sie ist „der lieben Muse“ gewidmet. Die Urfassung benötigt mindestens zehn Solosänger für jeweils mehrere Rollen übernehmen und zwei Schauspieler.
Die Uraufführung fand am 8. April 1997 im Prinzregententheater München im Rahmen der 5. Münchener Biennale statt. Peter Hirsch leitete das Bayerische Staatsorchester. Die Inszenierung stammte von Tilman Knabe, die Bühne von Alfred Peter, die Kostüme von Kathrin Maurer und das Lichtdesign von Michael Bauer. Es sangen und spielten Martina Koppelstetter (Dagny), Wolfgang Wirsching (Nagel/Goldschmied/Henker), Charles Maxwell (Aziz/Dieb), Anne Salvan (Aziza), Claes-Håkan Ahnsjö (Vater/Sultan), Päivi Elina (Unbekannte/Hexe I), Irmgard Vilsmaier (Dienerin I/Volk), Anne Pellekoorne (Dienerin II/Hexe III), Simone Schneider (Sängerin/Volk), Rüdiger Trebes (Maler/Soldat/Volk), Helena Jungwirth (Hexe II/Volk), Hans Wilbrink (Imam), Gundula Köster (Dagny als Sprechrolle), Peter Pruchniewitz (Nagel als Sprechrolle) sowie Monika Manz und Bülent Kullukcu (Wachen/Ärzte/Henkershelfer, stumme Rollen).
Klaus Kalchschmid, der Rezensent der Opernwelt, fand besonders die Darstellung der Rahmenhandlung in den Vor-, Zwischen- und Nachspielen gelungen, während der Übergang zu den Märchen schwer falle. Während der Komponist Orientalismen konsequent gemieden habe, sei die Inszenierung davon „etwas überfrachtet“ gewesen. In der Musik überzeugten „die gleichzeitige Parodie und komplexe Weiterentwicklung minimalistischer Strukturen“ und „die Verschmelzung des Buffa-Tons der zweiten Erzählung mit dem hehren Pathos der ersten in der letzten Episode“. Die Vokalisen der Sängerin im ersten Märchen seien ein „musikalisches Kabinettstück“ und „das verhaltene Ende […] eine feinsinnige Apotheose“. Die Inszenierung sei phantasievoll gewesen, habe aber „des Guten manchmal zu viel“ getan. Reinhard Kager, der Rezensent der Österreichischen Musikzeitschrift zeigte sich dagegen nach der Aufführung enttäuscht von der Produktion. Die Musik sei schlecht instrumentiert und ließe „vor allem die für Märchenvertonungen entscheidende Beredtheit schmerzlich vermissen“. Zudem habe die Inszenierung Knabes „auch noch die abgestandensten Orient-Klischees“ bedient.
Eggert überarbeitete die Oper für eine Produktion des Theaters Hagen im Jahr 2006, indem er sie neu instrumentierte und geringfügig kürzte. Außerdem verlegte er die Position der Pause. Diese Fassung stellte er am 1. August 2006 fertig. Sie wurde am 26. August 2006 im Theater Hagen mit dem Philharmonischen Orchester Hagen unter der Leitung von Antony Hermus uraufgeführt. Regie führte Roman Hovenbitzer, die Bühne stammte von Roy Spahn und die Choreografie von Hilton Ellis. Die Darsteller der Produktion waren Johanna Krumin (Dagny), Peter Schöne (Nagel/Goldschmied/Henker), Frank Dolphin-Wong (Nagel Traum-Double/Imam), Marc Baron/Florian Weber (Nagel Traum-Double szenisch), Tanja Schun (Engel), Andrea Schmermbeck (Engel szenisch), Margarete Nüßlein (Unbekannte), Leonie Theis/Kirsten Wagner (Unbekannte szenisch), Richard van Gemert/Jeffery Krueger (Vater/Zwerg/Sultan), Dorian Lübbeck/Ben Joy Muin (Zwerg Traum-Double szenisch), Liane Keegan (Aziza), Marily Bennett (Aziz/Dieb), Stefania Dovhan (Sängerin) und Andrey Valiguras (Maler/Soldat).
Der Rezensent von Opernnetz bewertete die Neufassung positiv: „Es tutet, flötet, scheppert, klatscht, wispert aus dem Graben; es gibt Assoziationschancen für kundige Zuhörer: Ber[n]stein, Nyman, Henze, Rap – Moritz Eggert komponiert ein rafiniert-naives Klangbild zu Liebes-Märchen aus 1001 Nacht.“

## Aufnahmen
Bisher (Stand 2018) wurden nur Teile der Oper auf Tonträger veröffentlicht.
Das Musiklabel Wergo gab 2002 eine CD mit Werken Eggerts heraus (WER 6543 2), die u. a. den „Song der Sängerin“ – mit Simonie Schneider (Sopran) und Wolfgang Wirsching (Bariton) und dem Bayerischen Staatsorchester unter Peter Hirsch – enthält.
Ausschnitte erschienen auch auf der CD Oper, Operette, Musical – Irrenoffensive (Sony/BMG, 2002).